# Penicillium commune
Penicillium commune es un hongo perteneciente al género Penicillium. Se considera como uno de los hongos responsables de alteración en quesos más comunes. También contamina y deteriora otros alimentos como los productos cárnicos y productos ricos en grasa como los frutos secos y la margarina. Las micotoxinas más importantes producidas por esta especie son el ácido ciclopiazónico y las rugulovasinas A y B, y es la única especie productora de penitrem A y roquefortina. A pesar de que esta especie no produce penicilina, ha demostrado tener actividad anti-patógena. P. commune no produce ninguna enfermedad conocida en el ser humano.

## Historia y taxonomía
Esta especie fue descrita por primera vez por el micólogo estadounidense Dr. Charles Thom en 1910. Penicillium commune se considera un tipo silvestre ancestral de la especie P. camemberti, un moho comúnmente utilizado en la producción de queso de pasta blanda. Ambas especies son similares en su capacidad para producir ácido ciclopiazónico, un metabolito que normalmente no producen los miembros del género Penicillium. P. commune, por el contrario, es un saprófito que produce colonias suaves y esponjosas parecidas al algodón.  En su monografía del género de 1949, Raper y Thom trataron P. commune y P. lanosum en la subsección Lanata. Desde entonces, se han agregado dos especies adicionales: P. echinosporum (Nehira) y P. giganteum (Roy y Singh). La especie se incluye actualmente en el subgénero Penicillium, sección Viridicata, serie Camemberti de Penicillium.
P. commune en Mycobank.org

## Crecimiento y morfología
Las esporas asexuales de P. commune (i.e., los conidios) son lisas y esféricas, con un diámetro de entre 3,5 y 5,0 μm, y se forman en cadenas desordenadas en conidióforos con estipes de paredes rugosas. Los conidióforos se producen bien individualmente, bien en grupos conocidos como fascículos. Las longitudes de las estipes suelen ser de 200 a 400 μm.  Los conidios son de color verde grisáceo opaco o turquesa grisáceo.  No se ha descrito reproducción sexual conocida. 
Penicillium commune se puede distinguir por su rápido crecimiento en agar creatina sacarosa neutro (CSN), mientras muestra una tasa de crecimiento lenta en agar extracto de malta (MEA) y un crecimiento restringido en medio Czapek (CZ) y agar extracto de levadura Czapek (CYA). La apariencia de las colonias en MEA varía de aterciopelada a más o menos granular y raramente fascicular. El reverso de las colonias producidas en MEA es de color amarillo (pálido o más fuerte). Las colonias en CZ y CYA varían de aterciopeladas a ligeramente esponjosas con exudado presente que puede ser de color claro a marrón. Además, el reverso de las colonias que crecen en CZ y CYA son de color amarillo cremoso/opaco a amarillo pardo. También se ha observado la producción de pigmento púrpura.

## Fisiología
Como muchas otras especies de Penicillium, P. commune puede crecer a temperaturas de refrigeración. Sin embargo, la temperatura óptima para la especie es de 25 °C mientras que el límite máximo es de 37 °C.  La actividades de agua (a w) mínima para la germinación y el crecimiento de P. commune es 0,83, valor cercano al valor más bajo que permite el crecimiento de hongos (la actividad fúngica se inhibe a 0,70 o menos).  Esta especie no muestra signos de crecimiento en ambientes que contienen 20% de CO2 y menos de 5% de O2. Aunque, en presencia de 80% de CO2 y 20% de O2, hay signos de crecimiento limitado. P. commune expresa actividad lipolítica.
Las principales micotoxinas producidas por P. commune son el ácido ciclopiazónico y la regulovasina A y B. Otros metabolitos secundarios producidos incluyen: ciclopenina, ciclopenol, dehidrociclopeptina, cilcopeptina, viridicatol, viridicatina, ácido ciclopádico, ácido ciclopolico. Sin embargo, los metabolitos mencionados anteriormente se producen con toxicidad desconocida y no todos los aislamientos de P. commune los producen, siendo el ácido ciclopádico la única excepción. Dos neurotoxinas, penitrem A y roquefortina, son producidas por cultivo de P. commune obtenido de semilla de algodón.  Aparte de P. roqueforti, P. commune es la única otra especie de Penicillium conocida que produce roquefortina. El estudio de la semilla de algodón sugirió que los efectos neurotóxicos de esta especie son mínimos.  Esta especie no causa enfermedades en plantas, animales o humanos.

## Hábitat y ecología
Penicillium commune se encuentra en interiores y, más comúnmente, en productos alimenticios.  El hábitat principal del hongo es el queso, incluidos los quesos duros y blandos. Dado que el queso se produce en un ambiente que se caracteriza por temperaturas de refrigeración, baja disponibilidad de oxígeno, actividad de degradación de lípidos, acciones de conservación de los ácidos grasos libres y disponibilidad reducida de agua, la fisiología de P. commune permite que el hongo siga creciendo en estas condiciones.  Por lo tanto, como se le conoce como uno de los mohos alterantes de queso más exitosos, también es la razón principal de su deterioro. Además, el hongo se encuentra con frecuencia como un moho que crece también en productos cárnicos secos curados. Esta especie se ha aislado de otros productos alimenticios como nueces, grasas, margarina, salchichas fermentadas, yogur, crema agria, lactosa en polvo y tortas con alto contenido de grasa. Se sabe que causa el "defecto de fenol " en alimentos como el jamón italiano madurado, las manzanas, las peras y las harinas, en las que el sabor y el olor de estos productos están apagados debido al deterioro provocado por el hongo.  Además de colonizar productos alimenticios, el hongo P. commune también se ha aislado del aceite usado desechado.

## Aplicaciones industriales y médicas
Penicillium commune ha mostrado una actividad prometedora en la investigación de la biodegradación microbiana en relación con los contaminantes ambientales. Un estudio de 2014 identificó el potencial de esta especie para biodegradar los desechos de aceite industrial.  Aunque la tasa de bioextracción de aceite dependía del volumen de aceite, el nivel de pH del cultivo y el período de incubación del cocultivo, las condiciones óptimas dieron como resultado una tasa de eliminación del 95,4% de los desechos de aceite por P. commune. El hongo podría ser una nueva fuente en aplicaciones industriales con respecto a la biodegradación de desechos de aceite en el medio ambiente utilizando medios biológicos.
Aunque P. commune no produce penicilina, un aislado ambiental del hongo ha demostrado producir estatinas y productos anti-patógenos. Esta especie pudo disminuir significativamente el crecimiento de dos bacterias patógenas, Pseudomonas aeruginosa y Staphylococcus aureus, en biopelículas en el laboratorio.  Además, ha habido evidencia de la producción de lovastatina a partir del aislado ambiental de P. commune. Junto con su capacidad para mejorar el rendimiento antibiótico de la oxacilina, P. commune ha demostrado ser una nueva fuente prometedora en la producción de productos anti-patógenos para aplicaciones médicas.